# باركيت أبيض العينين
باركيت أبيض العينين هو نوع من الببغاء يعيش في أمريكا الجنوبية.